# يحيى بن عبد الله الهذلي
يحيى بن عبد الله بن محمد الهذلي أو أبو بكر التُّطيلي الهذلي الغرناطي , (ولد 559هـ/ 1163م - وفاة 629هـ/ 1231م) وهو عالم في النحو واللغة والتاريخ والعروض والشعر والأدب وأخبار الأمم، ولد في تطيلة في الأندلس وعاش بين غرناطة وتطيلة.

## نسبه
هو يحيى بن عبدالله بن احمد بن عبد السلام أحد بني سعد من قبيلة هذيل بن مدركة بن إلياس بن مضر بن نزار بن معد بن عدنان.

## عنه
قيل عنه:
اشتهر بأنه كان مدون جريء طلق الجموح وكان عاكفا على قراءه القران وقيام الليل وسرد الصوم والنظم في مدح النبي محمد.
أخذ عن أبيه أبي عبد الله، وحدّث عن الأستاذ أبي الحسن جابر بن محمد التميمي، وعن الأستاذ المقرئ ببلنسية أبي محمد عبد الله بن سعدون التميمي الضرير، عن أبي داود المقرئ. وقرأ أيضا على الخطيب أبي عبد الله محمد بن عروس، وعلى القاضي العالم أبي الوليد بن رشد

## شعر
من قصائده في النبي محمد صلى الله عليه وسلم:
وقال رادا على ابن رشد حين رد على أبي حامد في كتابه المسمى «تهافت التهافت»

## وفاته
توفي في غرناطة سنة 629 للهجرة ودفن فيها.